# هيو شيريدان (ملاكم)
هيو شيريدان (بالإنجليزية: Hugh Sheridan) (6 أكتوبر 1920 - 11 يوليو 2005 في نيوزيلندا) هو ملاكم نيوزلندي.